# 埃娃·康图尔科娃
埃娃·康图尔科娃（捷克語：Eva Kantůrková，1930年—）是捷克作家和编剧。她早年是一名共产主义者，在苏联入侵捷克斯洛伐克后加入了捷克持不同政见者运动，是七七宪章的签署人之一。在她的小说、短篇小说、历史散文和日记中，记录了对捷克持不同政见者的镇压，并探讨了政治和个人幻灭的主题。

## 早期生活
1930年，康图尔科娃出生于布拉格。受共产主义父亲的影响，她参与了共产主义青年运动，但1968年苏联入侵捷克斯洛伐克使她抛弃了共产主义。1970年，她退出共产党，加入捷克异议运动；她被列入作家黑名单，她的小说从图书馆书架下架，她撰写的两部剧本被搁置。她与许多著名的捷克作家和文化人物一起签署了七七宪章，并于1979年出版了《我们在这本书中相遇》 ，这是对捷克持不同政见女性的采访集。这本书在国外的出版导致她于1981年6月5日被捕。她被指控犯有“颠覆罪”，未经审判被关押了十个月。 这段经历启发了她1984年的小说《狱中女友》 。 

## 写作
康图尔科娃作为作家获得了成功，她在1967年出版了她的第一部小说《葬礼》，该小说探讨了1950年代共产主义集体化造成的一名农民的死亡。从1970年代后期到90年代，她写了两部短篇小说集和一部以政治失望和幻灭为中心的小说三部曲。她在那个时期的另一部作品，小说《塔中的主人》和一部关于扬·胡斯的历史著作，重点关注共产主义和基督教之间的斗争。 康图尔科娃后来出版了她的回忆录和日记，包括她在1999年和2000年为应对丈夫的去世而写的日记。 

## 后共产主义生涯
天鹅绒革命后，康图尔科娃担任捷克作家联盟主席，并担任文化部工作人员。 兹德内克·斯洛维的电影《葬礼》是根据她的小说改编的，在被禁播20年后于1990年上映。 